# Wólka Kałuska
Wólka Kałuska – wieś sołecka w Polsce położona w województwie mazowieckim, w powiecie mińskim, w gminie Kałuszyn.
W latach 1975–1998 miejscowość administracyjnie należała do województwa siedleckiego.
W miejscowości znajduje się kaplica mariawicka, należąca do parafii Trójcy Przenajświętszej w Wiśniewie.
Nie mylić z wsią Wola Kałuska.
Wierni Kościoła rzymskokatolickiego należą do parafii Wniebowzięcia Najświętszej Maryi Panny w Kałuszynie.